# 4-Hexylrésorcinol
Le 4-hexylrésorcinol ou hexylrésorcinol est un composé organique, anesthésique local, antiseptique, vermifuge, et inhibiteur de la topoisomérase de type I. Il est commercialisé en solutions ou pastilles pour le soulagement de la douleur orale et comme antiseptique topique, mais également par de nombreuses entreprises de cosmétiques dans des produits de soin.